# Ленинское сельское поселение (Тюменская область)
Ленинское се́льское поселе́ние — муниципальное образование в Абатском районе Тюменской области Российской Федерации.
Административный центр — посёлок Ленинка.

## История
Статус и границы сельского поселения установлены Законом Тюменской области от 5 ноября 2004 года № 263 «Об установлении границ муниципальных образований Тюменской области и наделении их статусом муниципального района, городского округа и сельского поселения».

## Население
| 2010 | 2011  | 2012  | 2013  | 2014  | 2015  | 2016 |
| ---- | ----- | ----- | ----- | ----- | ----- | ---- |
| 1118 | ↘1113 | ↘1052 | ↘1026 | ↘1000 | ↘976  | ↘944 |
| 2017 | 2018  | 2019  | 2020  | 2021  | 2023  |      |
| ↘916 | ↘902  | ↘879  | ↘860  | ↗1023 | ↘1013 |      |

## Состав сельского поселения
| № | Населённый пункт | Тип населённого пункта          | Население |
| - | ---------------- | ------------------------------- | --------- |
| 1 | Балаир           | деревня                         | ↘105      |
| 2 | Восток           | посёлок                         | ↘67       |
| 3 | Ленинка          | посёлок, административный центр | ↘813      |
| 4 | Лесной           | посёлок                         | ↘39       |
| 5 | Марай            | посёлок                         | ↘46       |
| 6 | Мирный           | посёлок                         | ↘0        |
| 7 | Чапаево          | посёлок                         | ↘48       |